# Parc Étienne-Gagnaire
Le parc Étienne-Gagnaire est un espace vert du quartier de Charpennes-Tonkin à Villeurbanne, en France. Il porte le nom de Étienne Gagnaire, député de la 6e circonscription du Rhône de 1973 à 1978 et maire de Villeurbanne de 1954 à 1977.
De forme triangulaire et d'une surface de 8 000 m², il est ceinturé par la rue Étienne-Gagnaire à l'ouest, la place Wilson et la rue Gabriel-Péri à l'est, et l'avenue Piaton au nord.
Il dispose d'une aire de jeux pour enfants.
Il est constitué de 3 jardins :
- Le jardin du Levant, qui est formé d'une pelouse agrémentée d'arbres. Il est prolongé par un jardin humide, au nord de l'aire de jeux, où poussent des plantes vivaces
- Le jardin du Midi, exposé au sud, qui est un jardin méditerranéen constitué de plusieurs espèces typiques.
- Le jardin du Couchant, à l'ouest, qui propose une ambiance plus apaisante.

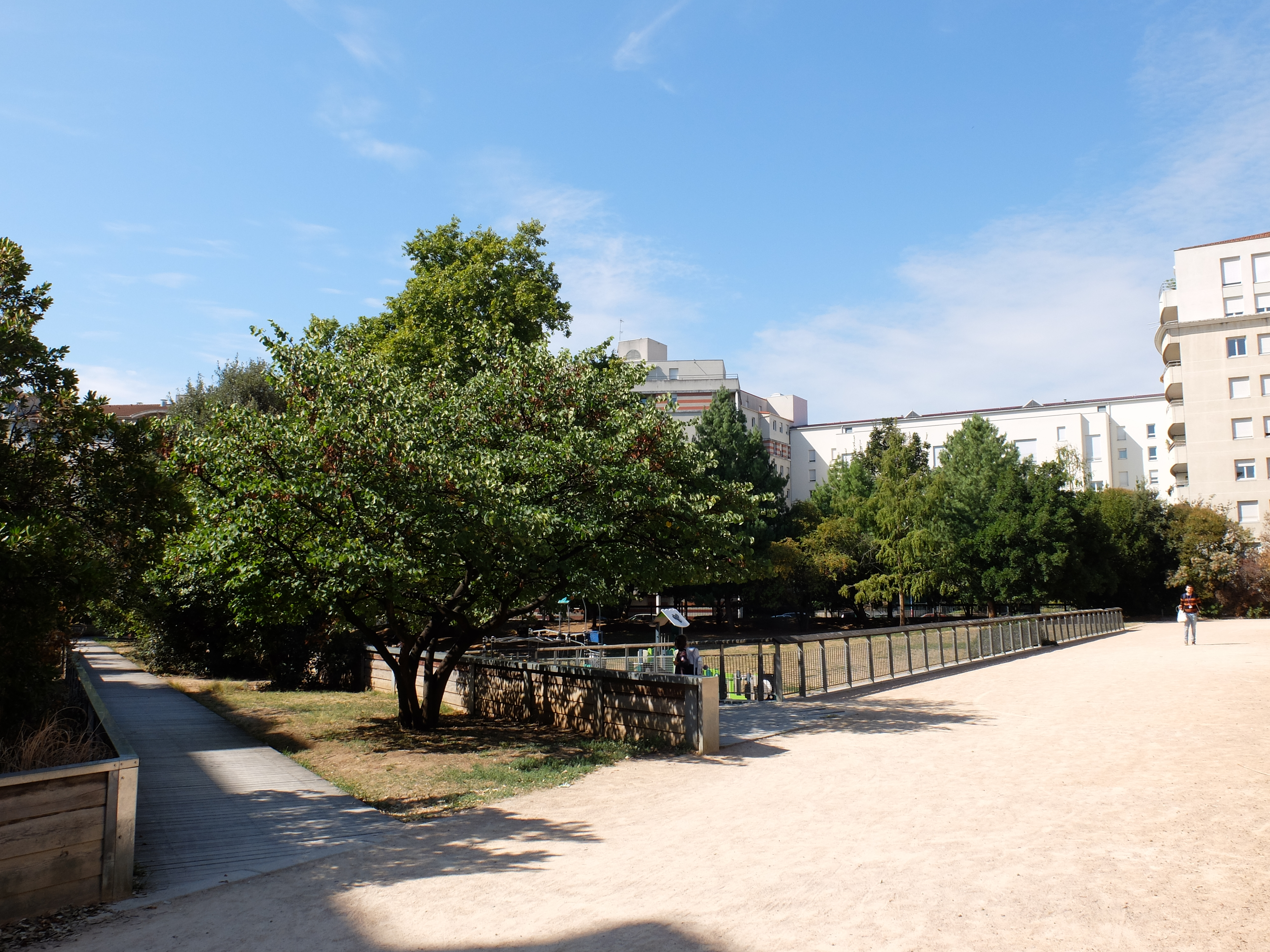
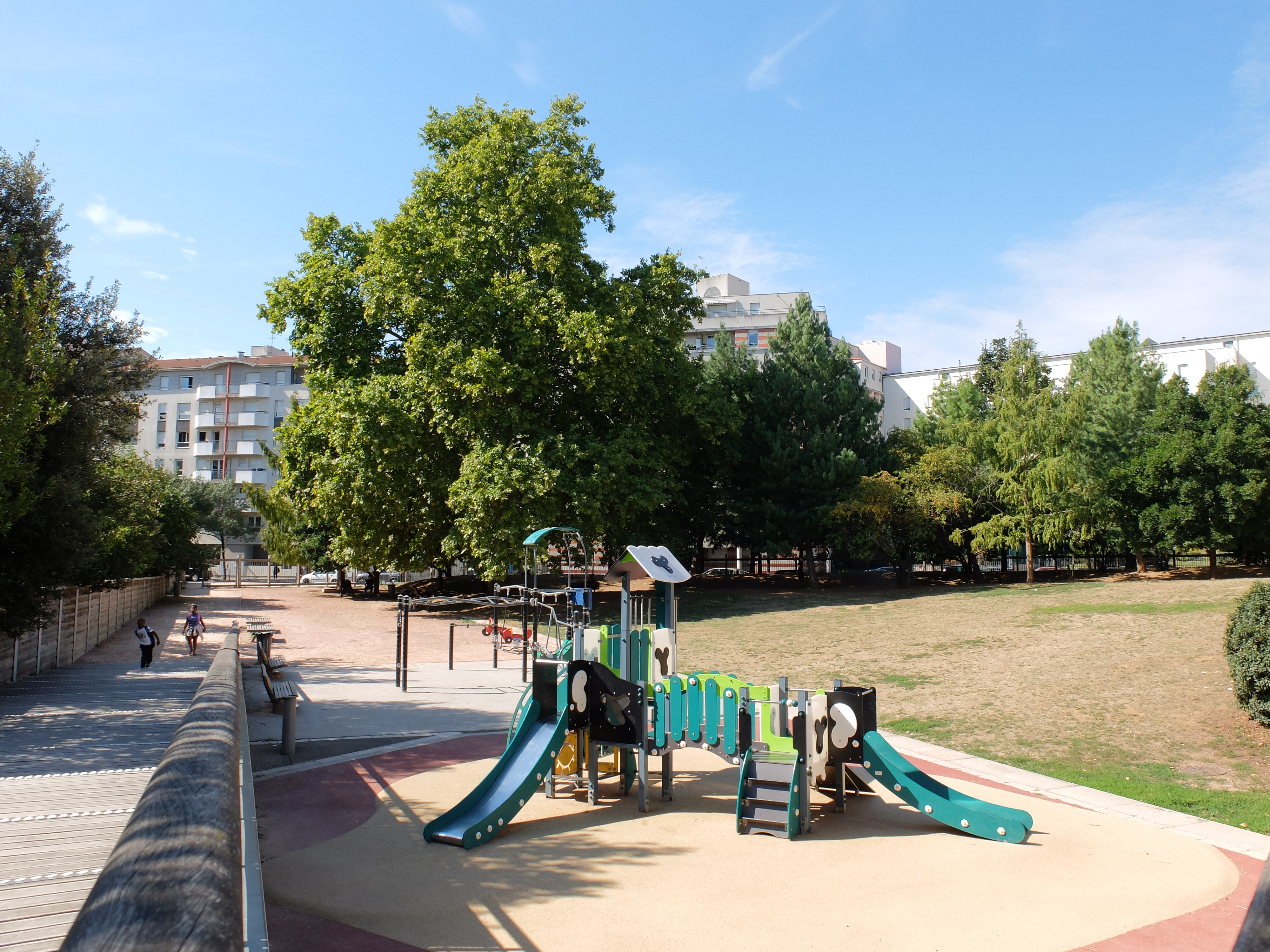
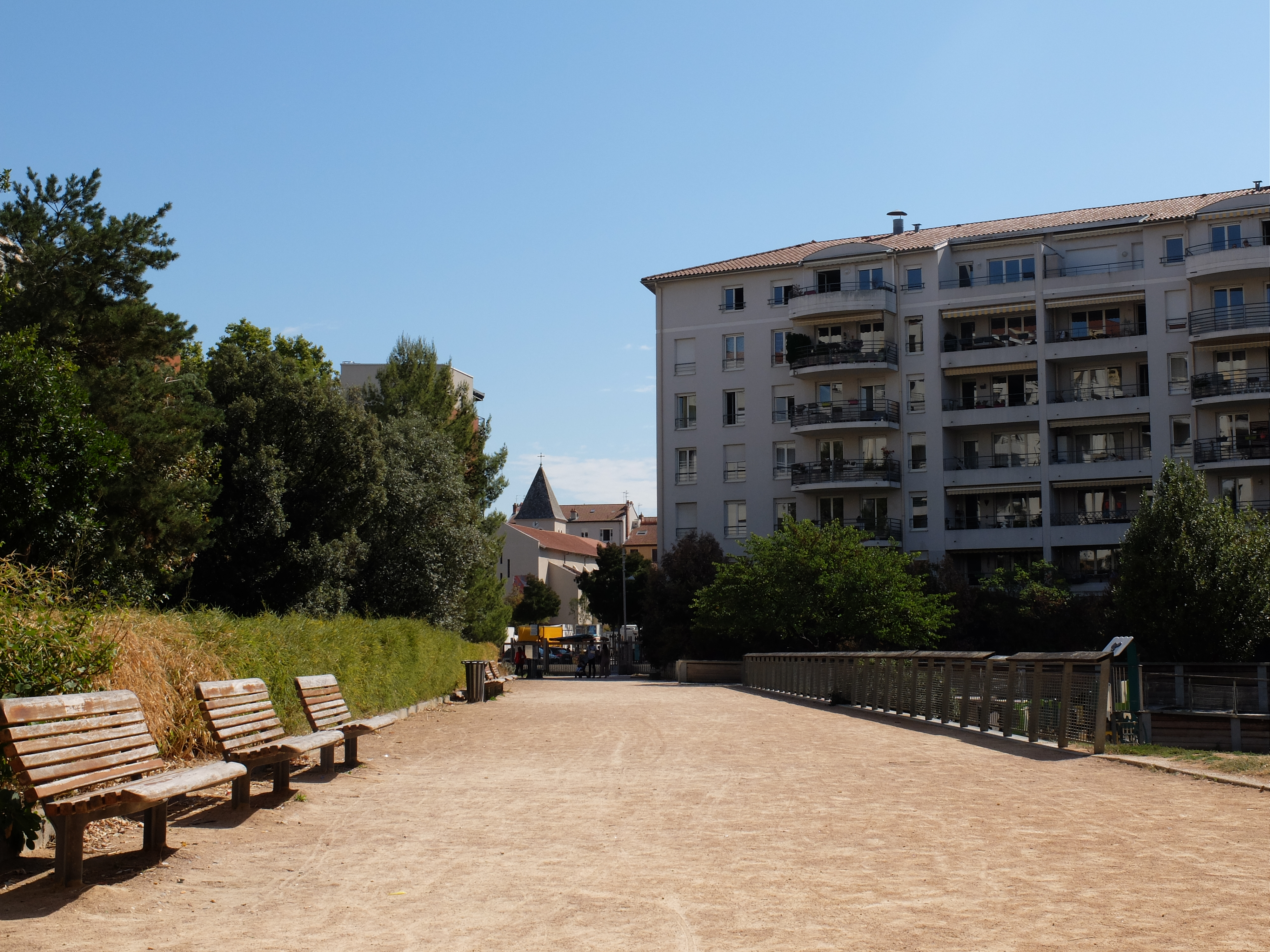